# Henri Munyaneza
Henri Munyaneza (Kigali, 19 juni 1984) is een Rwandese voetballer van Sint-Niklaas.
Munyaneza woont al vanaf zijn achtste jaar in België. Hij sloot zich aan bij de jeugd van RWD Molenbeek, waar hij ook één seizoen bij het eerste elftal zat. Toen de club in vereffening ging vond hij onderdak bij Verbroedering Denderhoutem, toen in derde klasse. Hij verhuisde naar Eendracht Aalst, maar keerde na één jaar terug naar Denderhoutem. Denderhoutem fusioneerde met Denderleeuw en veranderde zijn naam in FC Verbroedering Dender EH. Met die club werd Munyaneza kampioen in derde klasse. Door deze opmerkelijke prestatie dwong hij een transfer af naar Sint-Truiden. Bij die club speelde Munyaneza een goed seizoen, maar het bestuur gaf aan niet tevreden te zijn. Munyaneza waagde opnieuw zijn kans bij Dender. Sinds de zomer van 2008 is hij aan de slag bij Germinal Beerschot waar hij echter geen basisplaats kon veroveren. Even leek het erop dat Munyaneza naar het Russische Terek Grozny zou vertrekken maar uiteindelijk sprong die transfer af en vertrok hij op huurbasis naar z'n ex-club FCV Dender EH. In januari 2011 werd zijn contract ontbonden bij Germinal Beerschot. Hij bleef een tijdje zonder club, maar tekende eind mei 2011 een contract bij tweedeklasser WS Woluwe. In 2013 tekende Munyaneza een contract bij SK Berlare waar hij het seizoen van 2013-2014 zal spelen.
Henri Munyaneza werd al meerdere malen opgeroepen voor het nationaal elftal van Rwanda.

## Carrière
| seizoen   | club                       | land   | competitie         | wed. | goals |
| --------- | -------------------------- | ------ | ------------------ | ---- | ----- |
| 2002/03   | Verbroedering Denderhoutem | België | Derde Klasse       | 27   | 8     |
| 2003/04   | Eendracht Aalst            | België | Tweede klasse      | 23   | 4     |
| 2004/05   | Verbroedering Denderhoutem | België | Derde Klasse       | 26   | 4     |
| 2005/06   | FC Dender EH               | België | Derde Klasse       | 29   | 19    |
| 2006/07   | Sint-Truidense VV          | België | Jupiler League     | 32   | 4     |
| 2007/08   | FC Dender EH               | België | Jupiler League     | 31   | 9     |
| 2008/09   | Germinal Beerschot         | België | Jupiler League     | 12   | 1     |
| 2009/10   | FCV Dender EH (huur)       | België | Exqi-League        | 31   | 0     |
| 2010/11   | Germinal Beerschot         | België | Jupiler Pro League | ?    | ?     |
| 2011/2012 | WS Woluwe                  | België | Exqi-League        | 3    | 1     |
| 2012/2013 | Sint-Niklaas               | België | Exqi-League        | 18   | 3     |
| 2013/2014 | SK Berlare                 | België | Vierde Klasse      | ?    | ?     |
|           |                            |        |                    | 232  | 53    |